# Herbert Coleman
William Herbert Coleman (* 12. Dezember 1907 in Bluefield, West Virginia; † 3. Oktober 2001 in Salinas, Kalifornien) war ein US-amerikanischer Filmproduzent und Regisseur.

## Leben
Herbert Coleman ist vor allem für seine Zusammenarbeit mit Alfred Hitchcock bekannt, für den er als Regieassistent, Second-Unit-Regisseur und Associate Producer arbeitete. Er war mit Mary Belle verheiratet, mit der er drei Kinder hatte.

## Filmografie (Auswahl)
als Regisseur
- 1961: Die gnadenlosen Vier (Posse from Hell)
- 1961: Schlacht an der Blutküste (Battle at Bloody Beach)

als Regieassistent
- 1947: Kalkutta (Calcutta)
- 1947: California
- 1950: Das Brandmal (Branded)
- 1951: U-Kreuzer Tigerhai (Submarine Command)
- 1954: Das Fenster zum Hof (Rear Window)

als Second-Unit-Regisseur
- 1955: Über den Dächern von Nizza (To Catch a Thief)
- 1958: Vertigo – Aus dem Reich der Toten (Vertigo)

als Ausführender Produzent
- 1991: Alienkiller (The Borrower)

als Associate Producer
- 1955: Immer Ärger mit Harry (The Trouble with Harry)
- 1956: Der Mann, der zuviel wußte (The Man Who Knew Too Much)
- 1956: Der falsche Mann (The Wrong Man)
- 1958: Vertigo – Aus dem Reich der Toten (Vertigo)
- 1959: Der unsichtbare Dritte (North by Northwest)
- 1969: Topas (Topaz)